# Lachapelle-sous-Chanéac
Lachapelle-sous-Chanéac is een gemeente in het Franse departement Ardèche (regio Auvergne-Rhône-Alpes) en telt 174 inwoners (1999). De plaats maakt deel uit van het arrondissement Tournon-sur-Rhône.

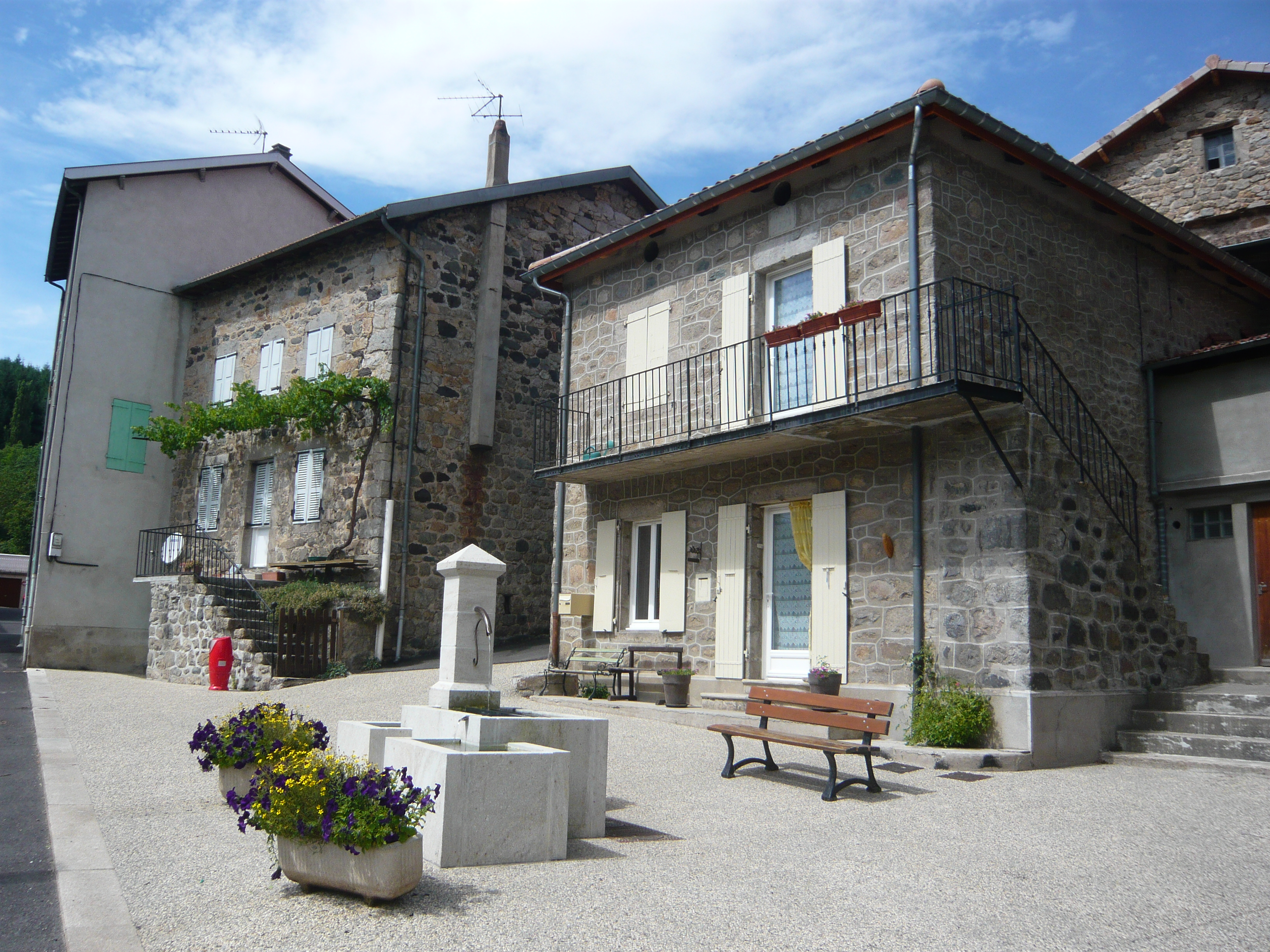
Lachapelle-sous-Chanéac
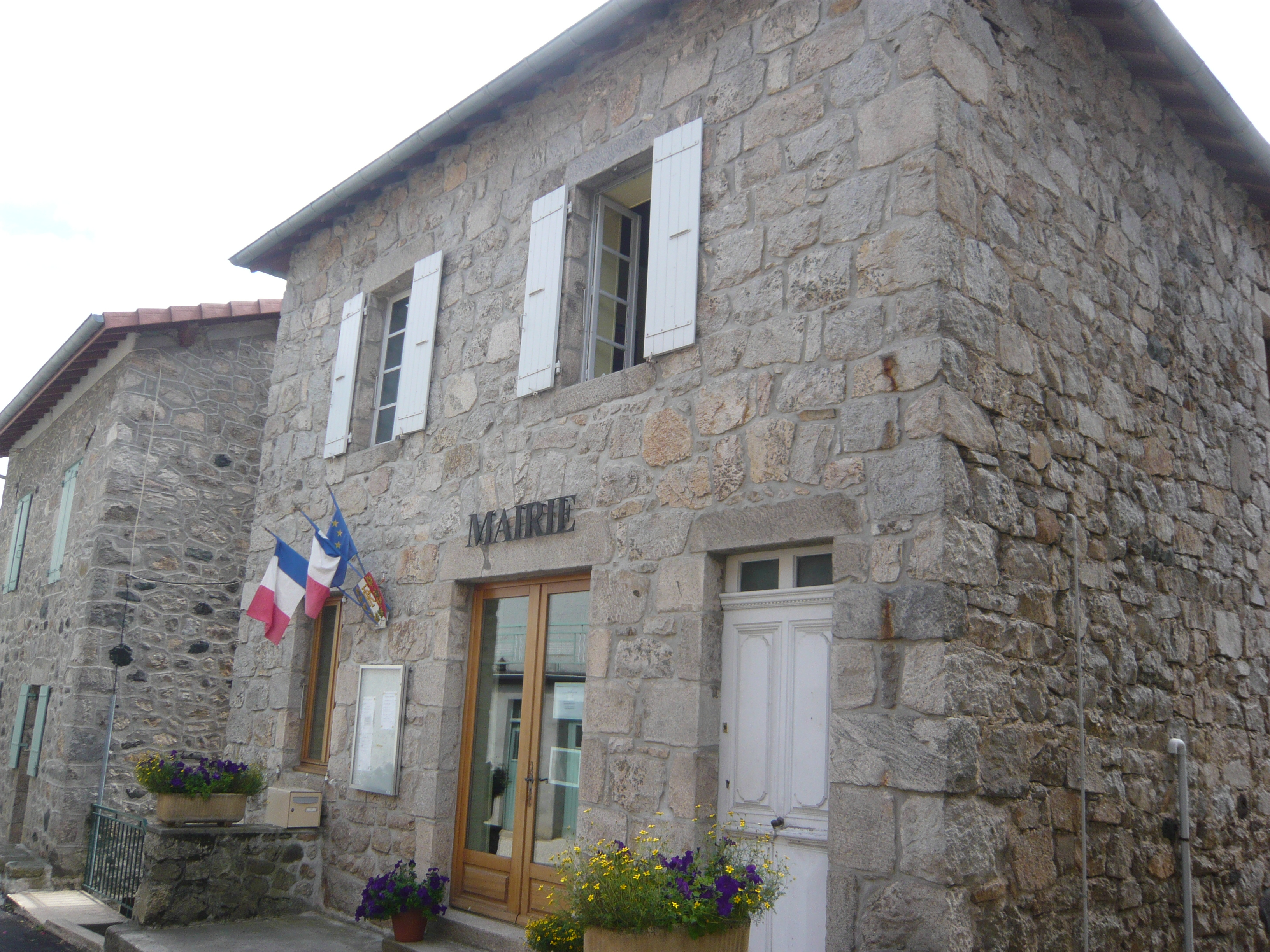
Gemeentehuis
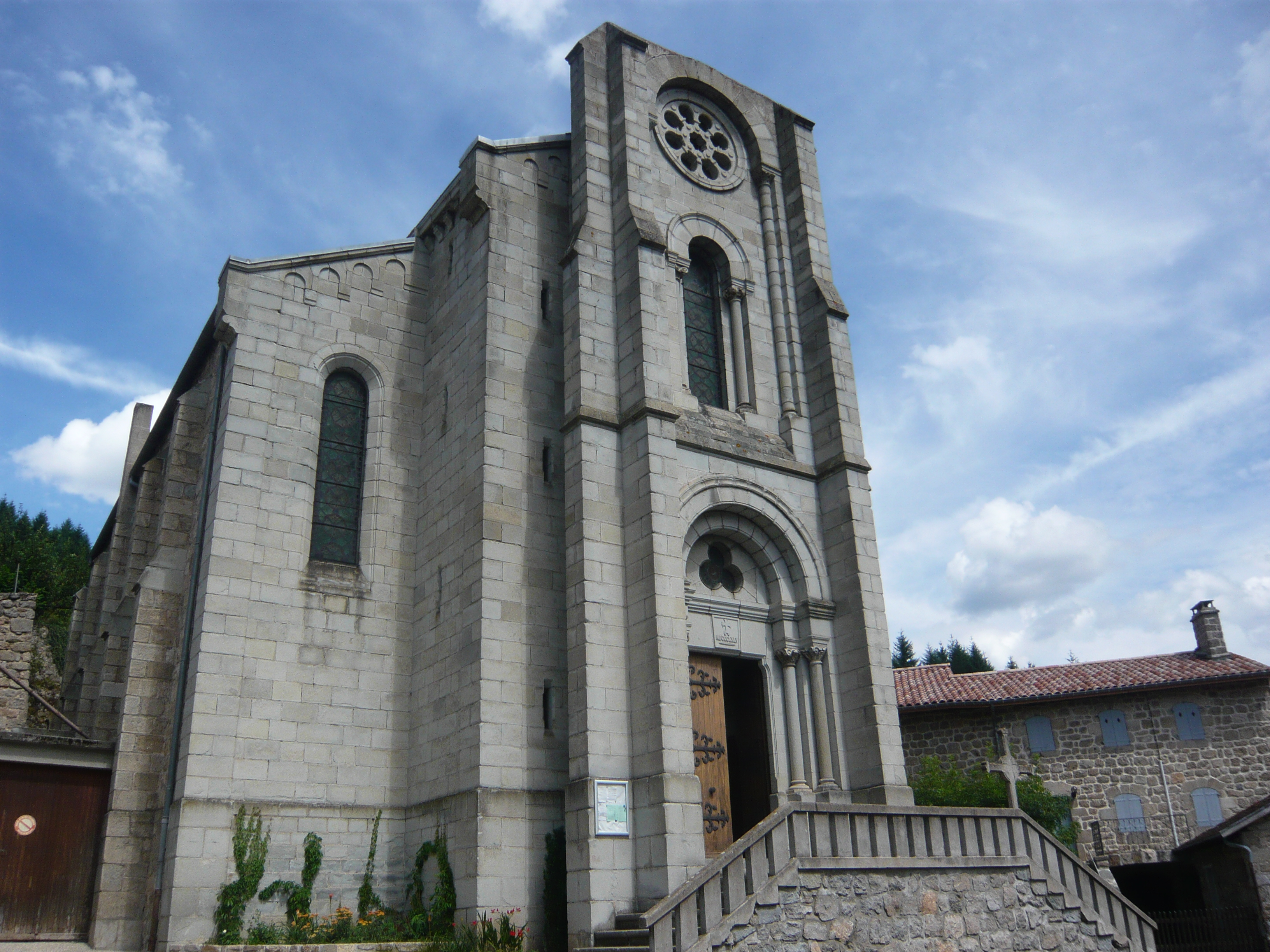
Kerk van Lachapelle-sous-Chanéac

## Geografie
De oppervlakte van Lachapelle-sous-Chanéac bedraagt 9,0 km², de bevolkingsdichtheid is 19,3 inwoners per km².

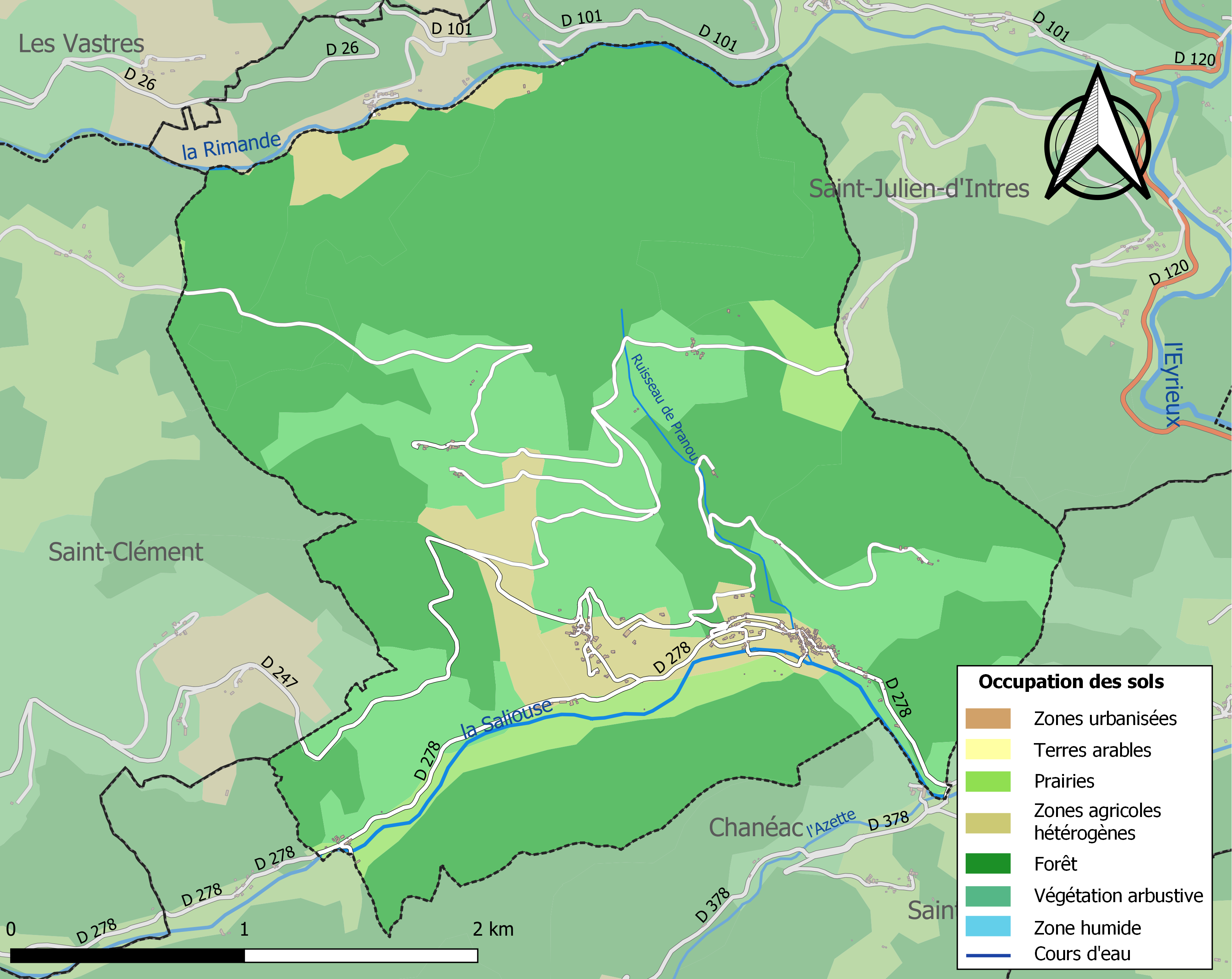
Kaart van de gemeente met belangrijkste infrastructuur, bodemgebruik en omliggende gemeenten

## Demografie
Onderstaande figuur toont het verloop van het inwonertal (bron: INSEE-tellingen).

Vanwege een beveiligingsprobleem met de MediaWiki Graph-software is het momenteel niet mogelijk deze grafiek weer te geven. Zodra de software is bijgewerkt zal de grafiek vanzelf weer zichtbaar worden.